# Kaera
Kaera is een bestuurslaag in het regentschap Alor van de provincie Oost-Nusa Tenggara, Indonesië. Kaera telt 940 inwoners (volkstelling 2010).